# Mas Oliver (Palafrugell)
El Mas Oliver és una obra de Palafrugell (Baix Empordà) protegida com a Bé Cultural d'Interès Local.

## Descripció
Masia situada en una gran parcel·la actualment a punt de ser absorbida pel nucli de Palafrugell. Té planta i pis, amb teulada de doble vessant sobre els murs laterals. Dins del conjunt edificat, a més del cos principal, amb una part que sobresurt per damunt de la teulada hi ha una sèrie de dependències que configuren una volumetria de certa complexitat, disposades a banda i banda del cos principal. En aquest mas hi trobem obertures emmarcades en pedra, voltes de pedra morterada als baixos i de llunetes al pis. És notable el jardí, amb un grup de palmeres davant de la façana i de l'horta.